# In the Depths of R’lyeh
In the Depths of R’lyeh (englisch In den Tiefen von R’lyeh) ist ein Album der amerikanischen Funeral-Doom-Band Catacombs.

## Geschichte
John „Xathagorra Mlandroth“ del Russi war bereits vor Catacombs durch Hierophant, Inimical und Sect bekannt. Nachdem del Russi Hierophant aufgelöst hatte, gründete er die Funeral-Doom-Band Catacombs. Mit Catacombs erschienen ein Demo, das noch im gleichen Jahr als EP unter dem Titel Echoes Through the Catacombs von Antinomian herausgegeben wurde. Nachkommend begann del Russi mit den Aufnahmen zu seinem Debüt In the Depths of R’lyeh. Diese fanden ohne weitere Bandmitglieder, Produzenten oder Tontechniker in del Russis Heimstudio statt. Ein genauer Aufnahmezeitraum ist nicht publik. Das Vorgehen behielt er von seinen vorausgegangenen Aufnahmen bei. Einerseits bewahre er sich so absolute künstlerische Freiheit, andererseits entspreche es seinen finanziellen Möglichkeiten.

## Albuminformationen
Am 21. Februar 2006 veröffentlichte Moribund Records In the Depths of R’lyeh als erste Studioalbum der Band als CD und LP mit sechs separaten Stücken und einer Gesamtspielzeit von 1:12:30 Stunden. Zehn Jahre darauf veröffentlichte del Russi, der sich offiziell in „Xathagorra Mlandroth“ umbenannt hatte, das Album als Musikdownload und zeitweise als CD-R über sein eigenes, ausschließlich seinen Veröffentlichungen vorbehaltenen, Label Xathagorra Industries.

### Konzept
Die Band und das Debüt werden als konzeptionell am Cthulhu-Mythos orientiert wahrgenommen. In rückblickenden Interviews negierte er die konzeptionelle Ausrichtung und verwies auf eine Geistesverwandtschaft zwischen ihm und H. P. Lovecraft als Grundlage des häufig attestierten Konzeptes. In der Albumdarstellung auf seiner Bandcamp-Präsenz führt del Russi hingegen selbst das Album als atmosphärisch und lyrisch auf Lovecraft und den Cthulhu-Mythos hin ausgerichtet an. So variierten del Russis Äußerungen zu seinem Werk mit den Jahren mehrfach, wodurch der Wahrheitsgehalt späterer Aussagen zu seinem Schaffen ungewiss bleibt.
Er gab einerseits an, Lovecrafts Konzepte derart verinnerlicht zu haben, dass sie dem eigenen Lebensentwurf dienen und es eine Form geistiger Verwandtschaft gebe. Vor dieser Grundlage habe er auf Motive und Stimmung hingearbeitet, die besonders furchterregend und unterweltlich klingen sollten. Dabei weist das Titelstück des Albums direkten lyrischen Bezug auf, während del Russi auf eine Vielzahl Erzählungen als generelle Inspirationsquelle benannte.

### Gestaltung
Die Gestaltung übernahm Lars Simpkins. Das Titelbild zeigt annähernd bildfüllend die aus dem Hintergrund dringende Figur Cthulhu in der klassischen Darstellung mit Flügeln, Fischaugen und Tentakeln in der unteren Gesichtshälfte. Cthulhu umschlingt mit seinen Tentakeln einen monolithischen Turm, während sich aus dem Vordergrund menschliche Schemen auf ein Tor am Fuß des Turms zubewegen.

### Stil
In the Depths of R'lyeh wird als enorm verlangsamter Death Doom oder epischer Funeral Doom kategorisiert. Das Album ist zugleich minimalistisch und opulent. Besonders hart und zermürbend spiele Catacombs zwischen Death und Funeral Doom härter „als die meisten anderen Underground-Bands, mit einem sehr nihilistischen Klang“. Das Riffing sei „Dreh- und Angelpunkt für […] akustischen Prunk“. Opulenz wird hierbei über ein beinah orchestrales Arrangement und überlagernde Klangschichten erzeugt.

„Growls […] so langsam und tief, als ließe man eine LP bei 13 Umdrehungen laufen, die Gitarre bricht nur selten aus dem laufenden Schema aus, zieht dann aber noch mehr runter anstatt die erhoffte Eruption oder einen Moment der Versöhnung zu bringen. Bass und Drums bewegen sich im höchst minimalistischen Rahmen, bieten einen schleppenden Background und mehr nicht.“

Als wesentlich für die Herangehensweise wird die radikale Verlangsamung sowie die anhaltende Monotonie wahrgenommen. So ist die Musik vom Zeitlupen-Tempo, den außergewöhnlich tief gestimmten Gitarren und dem geringen Rhythmustempo geprägt. Jede Snare Drum, jeder Kick Drum und jedes Crashbecken steht separat und nimmt sich Zeit zum Aushallen. Der gutturale Gesang füge sich in das Bild und sei auf eine bloße Textur verlangsamt, die sich nahtlos in den Mix der Instrumente einfügt. Der Mangel an Dynamik unterstreicht die minimalistische Ästhetik. So wird in der schleichenden Wiederholung eine meditative Atmosphäre erzeugt.

## Wahrnehmung
„Man wird lange suchen müssen, um Doom Metal anderswo in solch krasser Form zu hören“ schrieb Gary Hill in The Strange Sound of Cthulhu über In the Depths of R’lyeh. Der „Extrem Death Doooom der langgezogensten Sorte“, sei „[z]yklopisch, beklemmend [und] der vertonte Weltuntergang“ hieß es in einer Rezension für das Webzine Terrorverlag. Frank Hellweg schrieb indes für Vampster, dass es ein „Freudenfest für Liebhaber erdrückender Klänge“ sei, jede „Emotion, jeder Lebensmut wird gnadenlos eingefroren. Was bleibt sind Furcht, Selbstzweifel und Frustration, wer braucht schon Frühlingsgefühle…“ In weiteren internationalen Rezensionen hielt das Lob zumeist an. Es sei „eines der düstersten, kompromisslosesten Alben“ des sonst für die Veröffentlichung von Black Metal bekannten Labels, lautete das für das Webzine Exclaim! verfasste Urteil. Für Your Last Rites hingegen es sei „eine unverzichtbare Platte für jeden ernsthaften Funeral-Doom-Fan.“